# Serie A 2023 (baseball)
La Serie A 2023 è stata la 76ª edizione del massimo campionato italiano di baseball.
Per la terza stagione di fila si tratta di una Serie A unica, a seguito della fusione tra le vecchie Serie A1 e Serie A2. Le squadre partecipanti sono 30 sulle 32 aventi diritto, visto che i Dragons di Castelfranco Veneto e la Academy of Nettuno non si sono iscritte.

## Formula
Nella prima fase, le 30 partecipanti vengono suddivise in cinque gironi da sei squadre.
Le prime due classificate di ogni girone della prima fase accedono alla Poule Scudetto (composta da due gironi da cinque squadre).
Le squadre non qualificate per la seconda fase vengono invece inserite in quattro gironi di Poule Salvezza da cinque squadre ciascuno, il cui ultimo posto comporta la retrocessione.
Le prime quattro squadre dei due gironi di Poule Scudetto si qualificano per i quarti di finale dei play-off scudetto, seguiti da semifinali e finali.

## Squadre
Girone A
- Athletics Bologna
- Hotsand Macerata Angels
- Longbridge 2000 Bologna
- Padule Sesto Fiorentino
- Platform-TMC Poviglio
- San Marino Baseball

Girone B
- Camec Collecchio
- ITAS Mutua Rovigo
- New Black Panthers Ronchi dei Legionari
- Palfinger Reggio Emilia
- ParmaClima
- Sultan Allestimenti Navali Cervignano

Girone C
- Ciemme Oltretorrente
- Codogno Baseball '67
- Godo Baseball
- Padova Baseball Softball Club
- Tecnovap Verona
- UnipolSai Bologna

Girone D
- Big Mat BSC Grosseto
- Farma Crocetta
- Nettuno 2
- Nettuno BC 1945
- Sala Baganza BC
- Spirulina Becagli BBC Grosseto

Girone E
- BC Settimo
- Cagliari BC
- Campidonico Grizzlies Torino
- Comcor Modena
- Ecotherm Brescia[2]
- Tecnograniti Senago

## Prima fase

### Girone A

#### Risultati
| Prima giornata |                           |            |
| 15-16 aprile   |                           |            |
|                | Padule - Macerata         | 0-11, 0-5  |
|                | San Marino - Athletics BO | 11-1, 12-0 |
|                | Longbridge - Poviglio     | 2-4, 4-9   |

| Quarta giornata |                       |           |
| 6-7 maggio      |                       |           |
|                 | Macerata - Longbridge | 10-0, 5-0 |
|                 | Padule - Athletics BO | 1-16, 0-3 |
|                 | Poviglio - San Marino | 1-12, 1-7 |

| Seconda giornata |                           |           |
| 22-23 aprile     |                           |           |
|                  | Macerata - Poviglio       | 10-0, 6-0 |
|                  | San Marino - Padule       | 9-0, 15-0 |
|                  | Athletics BO - Longbridge | 1-0, 4-7  |

| Quinta giornata |                         |          |
| 13-14 maggio    |                         |          |
|                 | Padule - Longbridge     | 3-6, 2-7 |
|                 | San Marino - Macerata   | 2-7, 7-3 |
|                 | Athletics BO - Poviglio | 2-1, 0-7 |

| Terza giornata |                         |           |
| 29-30 aprile   |                         |           |
|                | Macerata - Athletics BO | 7-4, 8-3  |
|                | Longbridge - San Marino | 3-12, 0-7 |
|                | Poviglio - Padule       | 0-4, 5-1  |

#### Classifica
| Pos | Squadra                 | G  | V | P | PCT  | GB | Qualificazione              |
| --- | ----------------------- | -- | - | - | ---- | -- | --------------------------- |
| 1   | Hotsand Macerata Angels | 10 | 9 | 1 | .900 | 0  | Ammesse alla poule scudetto |
| 2   | San Marino Baseball     | 10 | 9 | 1 | .900 | 0  | Ammesse alla poule scudetto |
| 3   | Athletics Bologna       | 10 | 4 | 6 | .400 | 5  | Ammesse alla poule salvezza |
| 4   | Platform-TMC Poviglio   | 10 | 4 | 6 | .400 | 5  | Ammesse alla poule salvezza |
| 5   | Longbridge 2000 Bologna | 10 | 3 | 7 | .300 | 6  | Ammesse alla poule salvezza |
| 6   | Padule Sesto Fiorentino | 10 | 1 | 9 | .100 | 8  | Ammesse alla poule salvezza |

### Girone B

#### Risultati
| Prima giornata |                     |           |
| 15-16 aprile   |                     |           |
|                | Reggio - Ronchi     | 4-9, 0-5  |
|                | Parma - Cervignano  | 8-1, 10-0 |
|                | Rovigo - Collecchio | 5-9, 8-6  |

| Quarta giornata |                     |            |
| 6-7 maggio      |                     |            |
|                 | Reggio - Parma      | 7-12, 2-10 |
|                 | Collecchio - Ronchi | 13-3, 7-9  |
|                 | Rovigo - Cervignano | 3-4, 9-4   |

| Seconda giornata |                     |            |
| 22-23 aprile     |                     |            |
|                  | Ronchi - Cervignano | 12-6, 10-5 |
|                  | Collecchio - Reggio | 2-3, 3-1   |
|                  | Parma - Rovigo      | 8-3, 19-2  |

| Quinta giornata |                     |           |
| 13-14 maggio    |                     |           |
|                 | Ronchi - Rovigo     | 12-5, 8-3 |
|                 | Collecchio - Parma  | 0-3, 1-5  |
|                 | Cervignano - Reggio | 4-2, 0-5  |

| Terza giornata |                         |          |
| 29-30 aprile   |                         |          |
|                | Cervignano - Collecchio | 1-2, 3-2 |
|                | Reggio - Rovigo         | 3-4, 3-2 |
|                | Ronchi - Parma          | 1-9, 1-3 |

#### Classifica
| Pos | Squadra                                 | G  | V  | P | PCT   | GB | Qualificazione              |
| --- | --------------------------------------- | -- | -- | - | ----- | -- | --------------------------- |
| 1   | ParmaClima                              | 10 | 10 | 0 | 1,000 | 0  | Ammesse alla poule scudetto |
| 2   | New Black Panthers Ronchi dei Legionari | 10 | 7  | 3 | .700  | 3  | Ammesse alla poule scudetto |
| 3   | Camec Collecchio                        | 10 | 4  | 6 | .400  | 6  | Ammesse alla poule salvezza |
| 4   | ITAS Mutua Rovigo                       | 10 | 3  | 7 | .300  | 7  | Ammesse alla poule salvezza |
| 5   | Palfinger Reggio Emilia                 | 10 | 3  | 7 | .300  | 7  | Ammesse alla poule salvezza |
| 6   | Sultan Allestimenti Navali Cervignano   | 10 | 3  | 7 | .300  | 7  | Ammesse alla poule salvezza |

### Girone C

#### Risultati
| Prima giornata |                        |           |
| 15-16 aprile   |                        |           |
|                | Verona - Oltretorrente | 8-7, 3-7  |
|                | Bologna - Godo         | 8-3, 6-2  |
|                | Codogno - Padova       | 7-6, 3-16 |

| Quarta giornata |                        |           |
| 6-7 maggio      |                        |           |
|                 | Godo - Verona          | 8-6, 4-0  |
|                 | Bologna - Codogno      | 5-1, 11-0 |
|                 | Oltretorrente - Padova | 9-8, 7-8  |

| Seconda giornata |                      |            |
| 22-23 aprile     |                      |            |
|                  | Godo - Oltretorrente | 9-6, 3-2   |
|                  | Padova - Bologna     | 2-12, 0-2  |
|                  | Verona - Codogno     | 10-13, 1-2 |

| Quinta giornata |                         |           |
| 13-14 maggio    |                         |           |
|                 | Verona - Bologna        | 1-5, 5-15 |
|                 | Padova - Godo           | 0-12, 5-1 |
|                 | Codogno - Oltretorrente | 4-3, 4-9  |

| Terza giornata |                         |          |
| 29-30 aprile   |                         |          |
|                | Padova - Verona         | 9-4, 8-3 |
|                | Codogno - Godo          | 4-9, 6-8 |
|                | Oltretorrente - Bologna | 5-4, 2-7 |

#### Classifica
| Pos | Squadra                       | G  | V | P | PCT  | GB | Qualificazione              |
| --- | ----------------------------- | -- | - | - | ---- | -- | --------------------------- |
| 1   | UnipolSai Bologna             | 10 | 9 | 1 | .900 | 0  | Ammesse alla poule scudetto |
| 2   | Godo Baseball                 | 10 | 7 | 3 | .700 | 2  | Ammesse alla poule scudetto |
| 3   | Padova Baseball Softball Club | 10 | 5 | 5 | .500 | 4  | Ammesse alla poule salvezza |
| 4   | Codogno Baseball '67          | 10 | 4 | 6 | .400 | 5  | Ammesse alla poule salvezza |
| 5   | Ciemme Oltretorrente          | 10 | 4 | 6 | .400 | 5  | Ammesse alla poule salvezza |
| 6   | Tecnovap Verona               | 10 | 1 | 9 | .100 | 8  | Ammesse alla poule salvezza |

### Girone D

#### Risultati
| Prima giornata |                             |           |
| 15-16 aprile   |                             |           |
|                | Nettuno 1945 - BSC Grosseto | 5-2, 7-3  |
|                | BBC Grosseto - Crocetta     | 10-0, 7-0 |
|                | Sala Baganza - Nettuno 2    | 0-5, 5-20 |

| Quarta giornata |                             |            |
| 6-7 maggio      |                             |            |
|                 | Nettuno 2 - Crocetta        | 7-9, 5-14  |
|                 | BBC Grosseto - Nettuno 1945 | 9-5, 2-3   |
|                 | BSC Grosseto - Sala Baganza | 15-3, 15-2 |

| Seconda giornata |                             |            |
| 22-23 aprile     |                             |            |
|                  | Nettuno 1945 - Nettuno 2    | 8-1, 11-1  |
|                  | BBC Grosseto - BSC Grosseto | 2-11, 1-13 |
|                  | Sala Baganza - Crocetta     | 0-11, 2-7  |

| Quinta giornata |                             |            |
| 13-14 maggio    |                             |            |
|                 | Crocetta - BSC Grosseto     | 1-10, 4-12 |
|                 | Nettuno 1945 - Sala Baganza | 10-0, 9-0  |
|                 | Nettuno 2 - BBC Grosseto    | 2-3, 4-11  |

| Terza giornata |                             |            |
| 29-30 aprile   |                             |            |
|                | Crocetta - Nettuno 1945     | 1-6, 4-0   |
|                | BSC Grosseto - Nettuno 2    | 10-0, 6-3  |
|                | Sala Baganza - BBC Grosseto | 2-11, 1-10 |

#### Classifica
| Pos | Squadra                        | G  | V | P  | PCT  | GB | Qualificazione              |
| --- | ------------------------------ | -- | - | -- | ---- | -- | --------------------------- |
| 1   | Nettuno BC 1945                | 10 | 8 | 2  | .800 | 0  | Ammesse alla poule scudetto |
| 2   | Big Mat BSC Grosseto           | 10 | 8 | 2  | .800 | 0  | Ammesse alla poule scudetto |
| 3   | Spirulina Becagli BBC Grosseto | 10 | 7 | 3  | .700 | 1  | Ammesse alla poule salvezza |
| 4   | Farma Crocetta                 | 10 | 5 | 5  | .500 | 3  | Ammesse alla poule salvezza |
| 5   | Nettuno 2                      | 10 | 2 | 8  | .200 | 6  | Ammesse alla poule salvezza |
| 6   | Sala Baganza BC                | 10 | 0 | 10 | .000 | 8  | Ammesse alla poule salvezza |

### Girone E

#### Risultati
| Prima giornata |                    |            |
| 15-16 aprile   |                    |            |
|                | Settimo - Torino   | 8-11, 1-5  |
|                | Senago - Modena    | 10-13, 1-7 |
|                | Brescia - Cagliari | 7-6, 9-8   |

| Quarta giornata |                   |           |
| 6-7 maggio      |                   |           |
|                 | Cagliari - Modena | 6-19, 6-4 |
|                 | Senago - Torino   | 5-4, 10-1 |
|                 | Brescia - Settimo | 4-1, 5-0  |

| Seconda giornata |                   |           |
| 22-23 aprile     |                   |           |
|                  | Modena - Settimo  | 10-0, 1-0 |
|                  | Torino - Brescia  | 1-3, 5-3  |
|                  | Cagliari - Senago | 3-17, 5-4 |

| Quinta giornata |                             |            |
| 13-14 maggio    |                             |            |
|                 | Crocetta - BSC Grosseto     | 1-10, 4-12 |
|                 | Nettuno 1945 - Sala Baganza | 10-0, 9-0  |
|                 | Nettuno 2 - BBC Grosseto    | 2-3, 4-11  |

| Terza giornata |                    |            |
| 29-30 aprile   |                    |            |
|                | Modena - Torino    | 0-1, 9-0   |
|                | Settimo - Cagliari | 10-15, 0-5 |
|                | Senago - Brescia   | 7-2, 7-3   |

#### Classifica
| Pos | Squadra                      | G  | V | P | PCT  | GB | Qualificazione              |
| --- | ---------------------------- | -- | - | - | ---- | -- | --------------------------- |
| 1   | Comcor Modena                | 10 | 8 | 2 | .800 | 0  | Ammesse alla poule scudetto |
| 2   | Tecnograniti Senago          | 10 | 6 | 4 | .600 | 2  | Ammesse alla poule scudetto |
| 3   | Ecotherm Brescia             | 10 | 5 | 5 | .500 | 3  | Ammesse alla poule salvezza |
| 4   | Campidonico Grizzlies Torino | 10 | 5 | 5 | .500 | 3  | Ammesse alla poule salvezza |
| 5   | Cagliari BC                  | 10 | 5 | 5 | .500 | 3  | Ammesse alla poule salvezza |
| 6   | BC Settimo                   | 10 | 1 | 9 | .100 | 7  | Ammesse alla poule salvezza |

## Poule scudetto

### Girone F

#### Risultati
| Prima giornata |                       |                |
| 26-27 maggio   |                       | 7-8 luglio     |
| 1-5, 2-9, 8-14 | Ronchi - Macerata     | 7-5, 2-6, 0-13 |
| 12-0, 4-1, 6-5 | Nettuno 1945 - Modena | 3-0, 0-1, 8-2  |
|                | Riposa: Godo          |                |

| Quarta giornata |                     |               |
| 16-17 giugno    |                     | 28-29 luglio  |
| 14-1, 9-6, 6-2  | Nettuno 1945 - Godo | 5-0, 3-2, 4-2 |
| 2-0, 4-1, 0-3   | Ronchi - Modena     | 2-3, 2-8, 3-4 |
|                 | Riposa: Macerata    |               |

| Seconda giornata |                         |                 |
| 2-3 giugno       |                         | 14-15 luglio    |
| 4-2, 8-5, 1-4    | Modena - Godo           | 0-11, 0-2, 3-1  |
| 2-1, 8-1, 5-1    | Macerata - Nettuno 1945 | 11-5, 11-3, 7-2 |
|                  | Riposa: Ronchi          |                 |

| Quinta giornata |                       |               |
| 23-24 giugno    |                       | 4-5 agosto    |
| 4-0, 7-6, 8-14  | Nettuno 1945 - Ronchi | 2-1, 6-1, 1-2 |
| 2-0, 6-1, 6-1   | Macerata - Godo       | 2-0, 6-1, 6-1 |
|                 | Riposa: Modena        |               |

| Terza giornata |                      |               |
| 9-10 giugno    |                      | 21-22 luglio  |
| 4-0, 5-4, 2-5  | Ronchi - Godo        | 3-4, 2-1, 9-5 |
| 2-1, 5-1, 6-1  | Macerata - Modena    | 9-0, 4-5, 7-1 |
|                | Riposa: Nettuno 1945 |               |

#### Classifica
| Pos | Squadra                                 | G  | V  | P  | PCT   | GB | Qualificazione                  |
| --- | --------------------------------------- | -- | -- | -- | ----- | -- | ------------------------------- |
| 1   | Hotsand Macerata Angels                 | 22 | 20 | 2  | 0,909 | 0  | Qualificate ai quarti di finale |
| 2   | Nettuno BC 1945                         | 24 | 15 | 9  | 0,625 | 5  | Qualificate ai quarti di finale |
| 3   | Comcor Modena                           | 24 | 9  | 15 | 0,375 | 11 | Qualificate ai quarti di finale |
| 4   | New Black Panthers Ronchi dei Legionari | 24 | 9  | 15 | 0,375 | 11 | Qualificate ai quarti di finale |
| 5   | Godo Baseball                           | 22 | 5  | 17 | 0,227 | 15 |                                 |

### Girone G

#### Risultati
| Prima giornata |                           |                |
| 25-27 maggio   |                           | 7-8 luglio     |
| 0-1, 3-0, 3-4  | Bologna - Parma           | 0-3, 6-10, 4-2 |
| 0-2, 2-4, 0-6  | BSC Grosseto - San Marino | 0-4, 0-1, 0-5  |
|                | Riposa: Senago            |                |

| Quarta giornata |                       |               |
| 16-17 giugno    |                       | 28-29 luglio  |
| 2-4, 12-2, 7-3  | San Marino - Parma    | 3-1, 4-5, 3-2 |
| 6-1, 26-1, 7-0  | BSC Grosseto - Senago | 2-0, 4-2, 3-1 |
|                 | Riposa: Bologna       |               |

| Seconda giornata |                      |                |
| 1°-3 giugno      |                      | 14-15 luglio   |
| 4-10, 3-4, 13-3  | San Marino - Bologna | 1-2, 5-3, 2-8  |
| 10-0, 9-0, 4-0   | Parma - Senago       | 4-0, 15-1, 9-0 |
|                  | Riposa: BSC Grosseto |                |

| Quinta giornata |                      |               |
| 23-24 giugno    |                      | 4-5 agosto    |
| 0-18, 0-8, 1-5  | Senago - Bologna     | 0-2, 2-4, 1-9 |
| 9-0, 5-0, 0-2   | Parma - BSC Grosseto | 4-5, 7-1, 0-2 |
|                 | Riposa: San Marino   |               |

| Terza giornata  |                        |                |
| 9-11 giugno     |                        | 21-22 luglio   |
| 2-20, 4-20, 5-4 | Senago - San Marino    | 1-8, 1-16, 0-5 |
| 12-0, 2-1, 3-1  | Bologna - BSC Grosseto | 9-1, 4-5, 9-2  |
|                 | Riposa: Parma          |                |

#### Classifica
| Pos | Squadra              | G  | V  | P  | PCT   | GB | Qualificazione                  |
| --- | -------------------- | -- | -- | -- | ----- | -- | ------------------------------- |
| 1   | UnipolSai Bologna    | 24 | 17 | 7  | 0,708 | 0  | Qualificate ai quarti di finale |
| 2   | San Marino Baseball  | 24 | 17 | 7  | 0,708 | 0  | Qualificate ai quarti di finale |
| 3   | ParmaClima           | 24 | 15 | 9  | 0,625 | 2  | Qualificate ai quarti di finale |
| 4   | Big Mat BSC Grosseto | 24 | 10 | 14 | 0,417 | 7  | Qualificate ai quarti di finale |
| 5   | Tecnograniti Senago  | 24 | 1  | 23 | 0,042 | 16 |                                 |

## Poule salvezza

### Girone H

#### Risultati
| Prima giornata |                       |            |
| 27-28 maggio   |                       | 5-6 agosto |
| 2-0, 5-6       | Cervignano - Cagliari | 14-8, 7-6  |
| 2-5, 3-0       | Padova - Poviglio     | 20-6, 2-4  |
|                | Riposa: Sala Baganza  |            |

| Quarta giornata |                         |                |
| 18 giugno       |                         | 9-10 settembre |
| 15-9, 1-0       | Cagliari - Padova       | 4-1, 7-2       |
| 4-11, 5-1       | Poviglio - Sala Baganza | 13-5, 3-4      |
|                 | Riposa: Cervignano      |                |

| Seconda giornata |                           |              |
| 3-4 giugno       |                           | 26-27 agosto |
| 10-2, 2-1        | Cervignano - Sala Baganza | 3-2, 2-7     |
| 11-1, 7-4        | Poviglio - Cagliari       | 8-17, 10-5   |
|                  | Riposa: Padova            |              |

| Quinta giornata |                         |                 |
| 24-25 giugno    |                         | 16-17 settembre |
| 11-10, 1-0      | Padova - Cervignano     | 0-6, 6-3        |
| 8-7, 4-8        | Sala Baganza - Cagliari | 5-12, 7-13      |
|                 | Riposa: Poviglio        |                 |

| Terza giornata |                       |             |
| 10-11 giugno   |                       | 3 settembre |
| 1-3, 4-0       | Padova - Sala Baganza | 14-4, 4-0   |
| 10-5, 1-4      | Cervignano - Poviglio | 5-0, 0-9    |
|                | Riposa: Cagliari      |             |

#### Classifica
| Pos | Squadra                               | G  | V  | P  | PCT  | GB | Retrocessione         |
| --- | ------------------------------------- | -- | -- | -- | ---- | -- | --------------------- |
| 1   | Cagliari BC                           | 26 | 17 | 9  | .654 | 0  |                       |
| 2   | Platform-TMC Poviglio                 | 26 | 16 | 10 | .615 | 1  |                       |
| 3   | Sultan Allestimenti Navali Cervignano | 26 | 15 | 11 | .577 | 2  |                       |
| 4   | Padova Baseball Softball Club         | 26 | 13 | 13 | .500 | 4  |                       |
| 5   | Sala Baganza BC                       | 26 | 7  | 19 | .269 | 10 | Retrocessa in Serie B |

### Girone I

#### Risultati
| Prima giornata |                          |            |
| 27-28 maggio   |                          | 5-6 agosto |
| 12-0, 7-8      | Codogno - Settimo        | 6-7, 3-7   |
| 2-4, 3-0       | Athletics BO - Nettuno 2 | 4-2, 8-1   |
|                | Riposa: Collecchio       |            |

| Quarta giornata |                        |                |
| 18 giugno       |                        | 9-10 settembre |
| 5-9, 1-3        | Codogno - Athletics BO | 1-5, 7-0       |
| 6-7, 2-0        | Settimo - Collecchio   | 2-8, 2-7       |
|                 | Riposa: Nettuno 2      |                |

| Seconda giornata |                           |           |
| 3-4 giugno       |                           | 27 agosto |
| 8-6, 5-4         | Collecchio - Athletics BO | 2-12, 6-1 |
| 1-5, 8-7         | Nettuno 2 - Codogno       | 5-8, 0-5  |
|                  | Riposa: Settimo           |           |

| Quinta giornata |                      |              |
| 24-25 giugno    |                      | 17 settembre |
| 5-2, 1-13       | Collecchio - Codogno | 7-6, 4-5     |
| 9-12, 10-3      | Settimo - Nettuno 2  | n.g., n.g.   |
|                 | Riposa: Athletics BO |              |

| Terza giornata |                        |               |
| 10-11 giugno   |                        | 2-3 settembre |
| 4-2, 5-0       | Collecchio - Nettuno 2 | 7-5, 4-0      |
| 1-3, 0-2       | Athletics BO - Settimo | 2-17, 0-15    |
|                | Riposa: Codogno        |               |

#### Classifica
| Pos | Squadra              | G  | V  | P  | PCT  | GB | Retrocessione         |
| --- | -------------------- | -- | -- | -- | ---- | -- | --------------------- |
| 1   | Camec Collecchio     | 26 | 16 | 10 | .615 | 0  |                       |
| 2   | BC Settimo           | 24 | 13 | 11 | .542 | 2  |                       |
| 3   | Athletics Bologna    | 26 | 14 | 12 | .538 | 2  |                       |
| 4   | Codogno Baseball '67 | 26 | 11 | 15 | .423 | 5  |                       |
| 5   | Nettuno 2            | 24 | 6  | 18 | .250 | 9  | Retrocessa in Serie B |

### Girone L

#### Risultati
| Prima giornata |                       |           |
| 27-28 maggio   |                       | 5 agosto  |
| 11-3, 0-9      | Torino - BCC Grosseto | 0-9, 0-10 |
| 2-1, 3-1       | Longbridge - Verona   | 4-7, 0-10 |
|                | Riposa: Rovigo        |           |

| Quarta giornata |                      |                |
| 17-18 giugno    |                      | 9-10 settembre |
| 13-6, 2-0       | Torino - Longbridge  | 2-17, 1-9      |
| 3-0, 6-0        | Rovigo - Verona      | 9-8, 9-10      |
|                 | Riposa: BBC Grosseto |                |

| Seconda giornata |                       |              |
| 3-4 giugno       |                       | 26-27 agosto |
| 0-13, 2-8        | Verona - BBC Grosseto | 7-8, 1-13    |
| 6-0, 8-4         | Rovigo - Longbridge   | 16-1, 11-8   |
|                  | Riposa: Torino        |              |

| Quinta giornata |                       |                 |
| 24 giugno       |                       | 16-17 settembre |
| 4-6, 3-0        | BBC Grosseto - Rovigo | 7-13, 6-7       |
| 4-7, 4-9        | Verona - Torino       | n.g., n.g.      |
|                 | Riposa: Longbridge    |                 |

| Terza giornata |                           |               |
| 10 giugno      |                           | 2-3 settembre |
| 18-0, 4-0      | BBC Grosseto - Longbridge | 12-1, 6-0     |
| 5-2, 1-2       | Torino - Rovigo           | 1-11, 3-4     |
|                | Riposa: Verona            |               |

#### Classifica
| Pos | Squadra                        | G  | V  | P  | PCT  | GB  | Retrocessione         |
| --- | ------------------------------ | -- | -- | -- | ---- | --- | --------------------- |
| 1   | Spirulina Becagli BBC Grosseto | 26 | 21 | 5  | .808 | 0   |                       |
| 2   | ITAS Mutua Rovigo              | 26 | 19 | 7  | .731 | 2   |                       |
| 3   | Campidonico Grizzlies Torino   | 23 | 13 | 10 | .565 | 6.5 |                       |
| 4   | Tecnovap Verona                | 24 | 11 | 13 | .458 | 9   |                       |
| 5   | Longbridge 2000 Bologna        | 26 | 8  | 18 | .308 | 13  | Retrocessa in Serie B |

### Girone M

#### Risultati
| Prima giornata |                        |            |
| 27-28 maggio   |                        | 5 agosto   |
| 3-9, 6-0       | Crocetta - Brescia     | 19-3, 10-2 |
| 5-1, 3-0       | Oltretorrente - Padule | 5-12, 19-2 |
|                | Riposa: Reggio Emilia  |            |

| Quarta giornata |                         |                |
| 17-18 giugno    |                         | 9-10 settembre |
| 8-3, 2-3        | Padule - Reggio Emilia  | 0-6, 2-12      |
| 3-1, 6-3        | Oltretorrente - Brescia | 4-2, 3-2       |
|                 | Riposa: Crocetta        |                |

| Seconda giornata |                          |              |
| 3-4 giugno       |                          | 26-27 agosto |
| 2-12, 2-10       | Crocetta - Oltretorrente | 3-5, 7-3     |
| 2-3, 1-8         | Brescia - Reggio Emilia  | 5-6, 0-10    |
|                  | Riposa: Padule           |              |

| Quinta giornata |                               |                 |
| 24 giugno       |                               | 16-17 settembre |
| 3-2, 4-2        | Crocetta - Padule             | 5-15, 7-9       |
| 4-3, 1-2        | Reggio Emilia - Oltretorrente | 9-1, 1-0        |
|                 | Riposa: Brescia               |                 |

| Terza giornata |                          |               |
| 10 giugno      |                          | 2-3 settembre |
| 4-1, 10-8      | Padule - Brescia         | 6-8, 1-11     |
| 9-2, 5-3       | Reggio Emilia - Crocetta | 11-7, 8-2     |
|                | Riposa: Oltretorrente    |               |

#### Classifica
| Pos | Squadra                 | G  | V  | P  | PCT  | GB  | Retrocessione         |
| --- | ----------------------- | -- | -- | -- | ---- | --- | --------------------- |
| 1   | Palfinger Reggio Emilia | 26 | 19 | 7  | .731 | 0   |                       |
| 2   | Ciemme Oltretorrente    | 25 | 17 | 8  | .680 | 1.5 |                       |
| 3   | Farma Crocetta          | 26 | 8  | 18 | .308 | 11  |                       |
| 4   | Padule Sesto Fiorentino | 26 | 7  | 19 | .269 | 12  |                       |
| 5   | Ecotherm Brescia        | 26 | 4  | 22 | .154 | 15  | Retrocessa in Serie B |

### Intergirone N

#### Risultati
| Prima giornata            |            |
| 28 maggio                 |            |
| Sala Baganza - Collecchio | 6-4, 4-8   |
| Settimo - Padova          | 7-11, 1-3  |
| Codogno - Cagliari        | 7-11, 2-13 |
| Nettuno - Cervignano      | 1-4, 4-5   |
| Athletics BO - Poviglio   | 12-2, 0-6  |

| Quarta giornata        |            |
| 22-23 luglio           |            |
| Collecchio - Poviglio  | 3-1, 2-9   |
| Padova - Athletics BO  | 7-8, 0-3   |
| Settimo - Cervignano   | 9-3, 9-4   |
| Nettuno 2 - Cagliari   | 15-5, 5-17 |
| Codogno - Sala Baganza | 8-5, 6-4   |

| Seconda giornata         |            |
| 8-9 luglio               |            |
| Cagliari - Athletics BO  | 14-4, 8-2  |
| Collecchio - Padova      | 10-4, 0-5  |
| Nettuno 2 - Sala Baganza | 10-5, 5-11 |
| Cervignano - Codogno     | 8-7, 1-0   |
| Poviglio - Settimo       | 10-9, 4-2  |

| Quinta giornata             |           |
| 29-30 luglio                |           |
| Padova - Nettuno 2          | 4-3, 5-0  |
| Settimo - Cagliari          | 2-6, 3-4  |
| Codogno - Poviglio          | 3-6, 1-2  |
| Athletics BO - Sala Baganza | 12-2, 8-1 |
| Cervignano - Collecchio     | 2-1, 6-0  |

| Terza giornata            |            |
| 15-16 luglio              |            |
| Cagliari - Collecchio     | 5-7, 9-8   |
| Padova - Codogno          | 2-3, 2-3   |
| Poviglio - Nettuno 2      | 5-6, 9-2   |
| Athletics BO - Cervignano | 2-1, 3-2   |
| Sala Baganza - Settimo    | 0-14, 0-16 |

### Intergirone O

#### Risultati
| Prima giornata          |            |
| 27 maggio               |            |
| Reggio Emilia - Rovigo  | 3-2, 5-2   |
| Torino - Padule         | 3-2, 10-0  |
| Verona - Oltretorrente  | 12-11, 1-5 |
| Crocetta - BBC Grosseto | 4-7, 0-4   |
| Brescia - Longbridge    | 2-5, 1-8   |

| Quarta giornata              |           |
| 22-23 luglio                 |           |
| Padule - Longbridge          | 8-7, 3-15 |
| Reggio Emilia - Verona       | 11-1, 0-3 |
| Torino - Crocetta            | 10-0, 3-0 |
| Oltretorrente - BBC Grosseto | 7-8, 5-2  |
| Rovigo - Brescia             | 5-2, 10-0 |

| Seconda giornata             |           |
| 8-9 luglio                   |           |
| Verona - Crocetta            | 13-0, 5-4 |
| BBC Grosseto - Reggio Emilia | 6-5, 2-1  |
| Longbridge - Oltretorrente   | 0-6, 7-12 |
| Rovigo - Padule              | 13-3, 5-2 |
| Brescia - Torino             | 2-1, 1-3  |

| Quinta giornata            |             |
| 29-30 luglio               |             |
| BBC Grosseto - Padule      | 16-6, 6-1   |
| Verona - Brescia           | 12-3, 10-0  |
| Crocetta - Rovigo          | 3-6, 2-5    |
| Torino - Oltretorrente     | 11-10, n.g. |
| Longbridge - Reggio Emilia | 2-4, 5-4    |

| Terza giornata         |            |
| 15-16 luglio           |            |
| Padule - Verona        | 1-13, 5-11 |
| Reggio Emilia - Torino | 7-1, 1-2   |
| Crocetta - Longbridge  | 9-8, 10-4  |
| Brescia - BBC Grosseto | 5-10, 0-1  |
| Oltretorrente - Rovigo | 13-3, 7-4  |

## Play-off
|  | Quarti di finale | Quarti di finale | Quarti di finale | Quarti di finale | Quarti di finale | Quarti di finale | Quarti di finale |            |    | Semifinali | Semifinali | Semifinali | Semifinali | Semifinali | Semifinali | Semifinali | Semifinali | Semifinali |  |  | Italian Baseball Series | Italian Baseball Series | Italian Baseball Series | Italian Baseball Series | Italian Baseball Series | Italian Baseball Series | Italian Baseball Series | Italian Baseball Series | Italian Baseball Series |
|  |                  |                  |                  |                  |                  |                  |                  |            |    |            |            |            |            |            |            |            |            |            |  |  |                         |                         |                         |                         |                         |                         |                         |                         |                         |
|  | Macerata         |                  | 4                | 0                | 0                | 4                | 0                |            |    |            |            |            |            |            |            |            |            |            |  |  |                         |                         |                         |                         |                         |                         |                         |                         |                         |
|  | Grosseto         |                  | 0                | 2                | 1                | 0                | 5                |            |    |            |            |            |            |            |            |            |            |            |  |  |                         |                         |                         |                         |                         |                         |                         |                         |                         |
|  | Grosseto         |                  | 0                | 2                | 1                | 0                | 5                | San Marino |    | 6          | 4          | 4          | 5          |            |            |            |            |            |  |  |                         |                         |                         |                         |                         |                         |                         |                         |                         |
|  |                  |                  |                  |                  |                  |                  |                  | San Marino |    | 6          | 4          | 4          | 5          |            |            |            |            |            |  |  |                         |                         |                         |                         |                         |                         |                         |                         |                         |
|  |                  | Grosseto         |                  | 1                | 3                | 2                | 2                |            |    |            |            |            |            |            |            |            |            |            |  |  |                         |                         |                         |                         |                         |                         |                         |                         |                         |
|  | San Marino       | Grosseto         |                  | 1                | 3                | 2                | 2                | 1          | 13 | 10         |            |            |            |            |            |            |            |            |  |  |                         |                         |                         |                         |                         |                         |                         |                         |                         |
|  | San Marino       |                  |                  |                  |                  |                  |                  | 1          | 13 | 10         |            |            |            |            |            |            |            |            |  |  |                         |                         |                         |                         |                         |                         |                         |                         |                         |
|  | Modena           |                  | 0                | 2                | 0                |                  |                  |            |    |            |            |            |            |            |            |            |            |            |  |  |                         |                         |                         |                         |                         |                         |                         |                         |                         |
|  |                  |                  |                  |                  |                  |                  |                  |            |    |            |            |            |            |            |            |            |            |            |  |  | San Marino              |                         | 2                       | 4                       | 6                       | 2                       |                         |                         |                         |
|  |                  |                  | Bologna          |                  | 3                | 7                | 7                | 6          |    |            |            |            |            |            |            |            |            |            |  |  |                         |                         |                         |                         |                         |                         |                         |                         |                         |
|  | Bologna          |                  | 5                | 17               | 8                |                  |                  |            |    |            |            |            |            |            |            |            |            |            |  |  |                         |                         |                         |                         |                         |                         |                         |                         |                         |
|  | Ronchi           |                  | 1                | 0                | 2                |                  |                  |            |    |            |            |            |            |            |            |            |            |            |  |  |                         |                         |                         |                         |                         |                         |                         |                         |                         |
|  | Ronchi           |                  | 1                | 0                | 2                | Bologna          |                  | 1          | 11 | 1          | 2          |            |            |            |            |            |            |            |  |  |                         |                         |                         |                         |                         |                         |                         |                         |                         |
|  |                  |                  |                  |                  |                  |                  |                  | 1          | 11 | 1          | 2          |            |            |            |            |            |            |            |  |  |                         |                         |                         |                         |                         |                         |                         |                         |                         |
|  |                  | Parma            |                  | 0                | 7                | 0                | 1                |            |    |            |            |            |            |            |            |            |            |            |  |  |                         |                         |                         |                         |                         |                         |                         |                         |                         |
|  | Nettuno          | Parma            |                  | 0                | 7                | 0                | 1                | 3          | 0  | 9          | 3          |            |            |            |            |            |            |            |  |  |                         |                         |                         |                         |                         |                         |                         |                         |                         |
|  | Nettuno          |                  |                  |                  |                  |                  |                  | 3          | 0  | 9          | 3          |            |            |            |            |            |            |            |  |  |                         |                         |                         |                         |                         |                         |                         |                         |                         |
|  | Parma            |                  | 10               | 2                | 8                | 5                |                  |            |    |            |            |            |            |            |            |            |            |            |  |  |                         |                         |                         |                         |                         |                         |                         |                         |                         |